# Naadambatyn Batbilgüün
Naadambatyn Batbilgüün (mong. Наадамбатын Батбилгүүн; ur. 2004) – mongolski zapaśnik walczący w stylu wolnym. 
Brązowy medalista mistrzostw Azji w 2025. Mistrz Azji U-23 w 2023. Mistrz Azji juniorów w 2023 i 2024 roku.